# Mariano Ozores
Mariano Ozores Puchol (Madrid, 5 de octubre de 1926 - Madrid, 21 de mayo de 2025) fue un director de cine, actor y guionista español, perteneciente a una familia dedicada a la actuación.

## Biografía
Nació en Madrid, a diferencia de su hermano Antonio, que lo hizo en la localidad valenciana de Burjasot. Su infancia transcurre en un mundo relacionado con la interpretación ya que sus padres (Mariano Ozores Francés y Luisa Puchol Butier) eran actores y tenían su propia compañía de teatro, donde el joven Mariano comienza a trabajar en 1940 desempeñando varios oficios. Como actor resulta malo y nada comparable con la talla de sus hermanos, por lo que decide buscar otros puestos artísticos en la compañía de sus padres, dejando de actuar hacia 1948. Sus primeros escritos humorísticos los hace para sus padres y para la revista satírica La Codorniz junto a sus dos hermanos. 
En 1957, contrajo matrimonio con la actriz Teresa Arcos (1923-2019) (hija del actor Rafael Arcos Fernández y María Teresa Mandri Jauffret, bailarina conocida como La Gioconda) y tuvieron una hija, Teresa (4 de noviembre de 1957) que contrajo matrimonio con Francisco Javier Soto García y procrearon dos hijas, Adriana y Belén. Ella durante algunos años se dedicó a traducir guiones de cine. 
En 2015 Mariano Ozores y sus dos hermanos, ya fallecidos, José Luis Ozores (1922-1968) y Antonio Ozores (1928-2010), fueron galardonados con el Goya de Honor de la Academia de Cine de España.

### Sus comienzos
En 1952 da sus primeros pasos en el cine contratado por Benito Perojo en la película Ché, qué loco. Hasta finales de los años 1950 trabaja con Perojo y Alfonso Paso y a partir del inicio de las emisiones de TVE en 1956 dirige o presenta varios programas, como Aeropuerto Telefunken (1958-1959).
En 1959 dirige la película Las dos y media y... veneno, escrito por Paso y protagonizado por el elenco que participaría en sus primeras obras: sus hermanos Antonio y José Luis y su cuñada, la actriz Elisa Montés, entre otros. Es su primera comedia, género que cultivaría ampliamente en su carrera, a la que siguieron otros títulos como Salto mortal (1961), Alegre juventud (1962) rodada en el Seminario Menor de Pilas (Sevilla),  Chica para todo (1962), etc.
En 1963, su productora La Hispánica quiebra tras el fracaso de La hora incógnita. En 1964 dirigió Morir en España y fue director de la 2.ª unidad de Franco, ese hombre. Tras trabajar en estas dos películas exaltadoras del régimen franquista, con posterioridad Ozores ya no se significó políticamente de manera pública y sus intereses cinematográficos se centraron en las películas de entretenimiento.

### El «landismo»
Pero sus filmes de más éxito están a punto de llegar. Todos ellos se incluyen en la comedia española típica del momento, portavoz de la realidad social de la clase media y popular de la época. Rueda entre tres y cuatro películas por año, la mayoría de ellas escritas por él, y se convierte en uno de los máximos exponentes del landismo. Figuran entre sus actores preferidos de esta época pre-democrática, además de sus hermanos, el propio Alfredo Landa, José Luis López Vázquez, Concha Velasco, Gracita Morales, Florinda Chico, entre muchos otros.
Aúna esfuerzos con dos fenómenos cómicos del momento: Paco Martínez Soria y Lina Morgan, y en cada film va conformando selectos planteles que han constituido la historia del cine popular comercial español. Además, aprovecha la fama de cantantes famosos de la época como Manolo Escobar o Peret para rodar varias películas. Pueden destacarse entre sus mejores títulos de este período la trilogía Operación Secretaria -Operación cabaretera – Mata Hari (1966-67-68), protagonizada por Gracita Morales, Crónica de 9 meses (1967), 40 grados a la sombra (1967),  Objetivo Bi-ki-ni (1968), ¡Cómo está el servicio! (1968), El taxi de los conflictos (1969), película formada por varias historias que transcurren en el interior de un taxi y que contaba con un reparto compuesto por decenas de actores y cantantes archiconocidos y cuyos beneficios se destinaron a bienes caritativos, Cuatro noches de boda (1969), La llamaban la madrina (1972), Manolo la nuit (1973), Fin de semana al desnudo (1974), Celedonio y yo somos así (1977) y un extenso etcétera.

### El destape
Con la llegada de la Transición, Mariano Ozores continúa siendo unos de los más prolíficos directores y guionistas. Se incorpora al cine del destape, pero además utiliza sus filmes como base de crítica y parodia de la sociedad y la política del momento y sitúa a sus personajes dentro de los grandes cambios que se están produciendo. A pesar del éxito de su cine, siempre ha vivido rodeado de numerosas críticas que consideran sus productos como un subgénero sin valor de la cinematografía española. Títulos como Nosotros los decentes (1976), Alcalde por elección (1976) o El apolítico (1977) con Carmen Sevilla son los primeros de esta etapa. 
Pero su mayor fuente de éxitos comerciales llega de la mano del dúo Fernando Esteso-Andrés Pajares, con quienes va a rodar diez películas (muchas más con ambos actores por separado), junto a su inseparable hermano Antonio y otras figuras como Juanito Navarro, África Pratt, Alfonso del Real o Marcia Bell. El primer título de la saga será Los bingueros (1979), que será el film más taquillero del año, al que seguirán Los energéticos (1979), Los chulos (1981) o Padre no hay más que dos (1982), que aprovecha comercialmente el éxito del grupo infantil Chispita y Sus Gorilas formado por Macarena Camacho, Miguel Ángel Valero y Miguel Joven. El trío “Ozores-Pajares-Esteso” rueda su último film conjunto en 1983.
Otra de sus obras de más éxito en el cine de comienzos de la década de 1980 es Cristóbal Colón, de oficio descubridor (1982), escrita por Juan José Alonso Millán y protagonizada por Pajares, que consigue mantenerse durante muchos años como una de las tres películas más taquilleras del cine español. En ese mismo ambiente “histórico” rueda La loca historia de los tres mosqueteros (1983), con el joven trío Martes y trece.

### Sus últimos trabajos
Tras un ritmo que le lleva a realizar algunos años hasta seis películas (incluso haciendo una segunda parte de El hijo del cura (1982) pocos años después titulada El cura ya tiene hijo (1984), el ritmo decae a mediados de la década, cuando este tipo de tramas ya no interesan al espectador medio, que ha evolucionado hacia otro tipo de cine y el estereotipo del guion crítico de Ozores ya no atrae la atención de antes. Sus últimos títulos con Esteso son ¡Qué tía la C.I.A.! y Cuatro mujeres y un lío, ambas de 1985.
Aprovecha entonces la fama que su hermano Antonio está consiguiendo con sus apariciones en el popular concurso de TVE Un, dos, tres... para rodar dos filmes cuyos títulos son directamente tomados de las frases estelares que Antonio populariza en el programa: ¡No hija, no! y ¡¡Esto sí se hace!!, ambas de 1987. Esta última es la versión para cine de la revista Reír más es imposible interpretada con éxito en el teatro por Antonio Ozores y Juanito Navarro, que se convierten en su nuevo dúo preferido.
Sus últimos trabajos para el cine se producen a finales de los años 1980 y principios de los 1990 con títulos como Capullito de alhelí (1986), Esto es un atraco (1987), Hacienda somos casi todos (1988), Disparate nacional (1990), Jet Marbella Set (1991) y Pelotazo nacional (1993), donde recupera la actualidad política del momento (ricos, famosos y políticos corruptos) como tema a parodiar.
En los años 1990, llevó a televisión dos series en TVE: en 1991 realiza Taller mecánico, con Antonio Ozores, María Silva y Leticia Sabater como protagonistas, que obtiene unos resultados aceptables y en 1993 El sexólogo, que es retirada en medio de una gran polémica. Una voz contraria a la retirada de la serie fue la del también director Luis García Berlanga, quién calificó esta acción de: Intolerable y propio de los peores años del maccarthysmo. Mariano Ozores publicó en 2002 una autobiografía titulada Respetable público, con el subtítulo Cómo hice casi cien películas, en la cual se refiere a la retirada de la serie. Según el director, el argumento de la serie fue aprobado por el productor, José Antonio Cascales, para posteriormente ser filtrado el guion a un diputado de Izquierda Unida. Aparecieron declaraciones en la prensa en contra de la serie, calificándola de machista; el director general de RTVE, entonces Jordi García Candau, se vio presionado para retirarla de la parrilla de programación. La serie comenzó a emitirse, pero fue retirada tras la emisión de los dos primeros episodios. Ozores recuerda que la serie tuvo una buena audiencia en sus dos primeras emisiones, y lamenta que la serie fuera retirada y su carrera profesional perjudicada por presiones políticas. Tras interrumpirse la emisión de El sexólogo en TVE, García Candau reconoce ante Ozores las presiones políticas recibidas, y le promete que la serie volverá a emitirse. Ozores considera que la serie se retiró muy a pesar de Candau; la serie es adquirida finalmente por Antena 3 TV, que la programa con el título de La noche de Ozores y en un horario más bien intempestivo.
En 2016 Mariano Ozores, José Luis Ozores (1922-1968) y Antonio Ozores (1928-2010) fueron galardonados con el Goya de Honor de la Academia de Cine de España.
Falleció mientras dormía en su domicilio de Madrid el 21 de mayo de 2025. Al día siguiente se realizó su funeral en el Tanatorio La Paz de Alcobendas, dónde posteriormente fue incinerado.

## Familia
Perteneciente a una familia de actores de teatro, era hijo de los actores Mariano Ozores Francés y Luisa Puchol. Sus hermanos eran los actores José Luis Ozores (1922-1968) y Antonio Ozores (1928-2010) y sus sobrinas son las también actrices Adriana Ozores (1959) y Emma Ozores (1961), la primera es hija de José Luis y de la actriz Concepción Muñoz, y la segunda de Antonio y de la también actriz Elisa Montés.

## Filmografía como director
Entre los mayores éxitos comerciales de Mariano Ozores destacan Los bingueros (1979), que superó el millón de espectadores, Yo hice a Roque III (1980), cuyo estreno incluso retrasó la llegada a España de El Imperio contraataca, y Los energéticos (1979).

## Filmografía como guionista
Cine
- El turista (1963)

Televisión
- El sexólogo (1993)
- Taller mecánico (1991)
- Aeropuerto Telefunken (1959)

## Principales premios
- En 2016 Mariano Ozores, José Luis Ozores (1922-1968) y Antonio Ozores (1928-2010) fueron galardonados con el Goya de Honor de la Academia de Cine de España.[9][7][10]